# Movilidad social

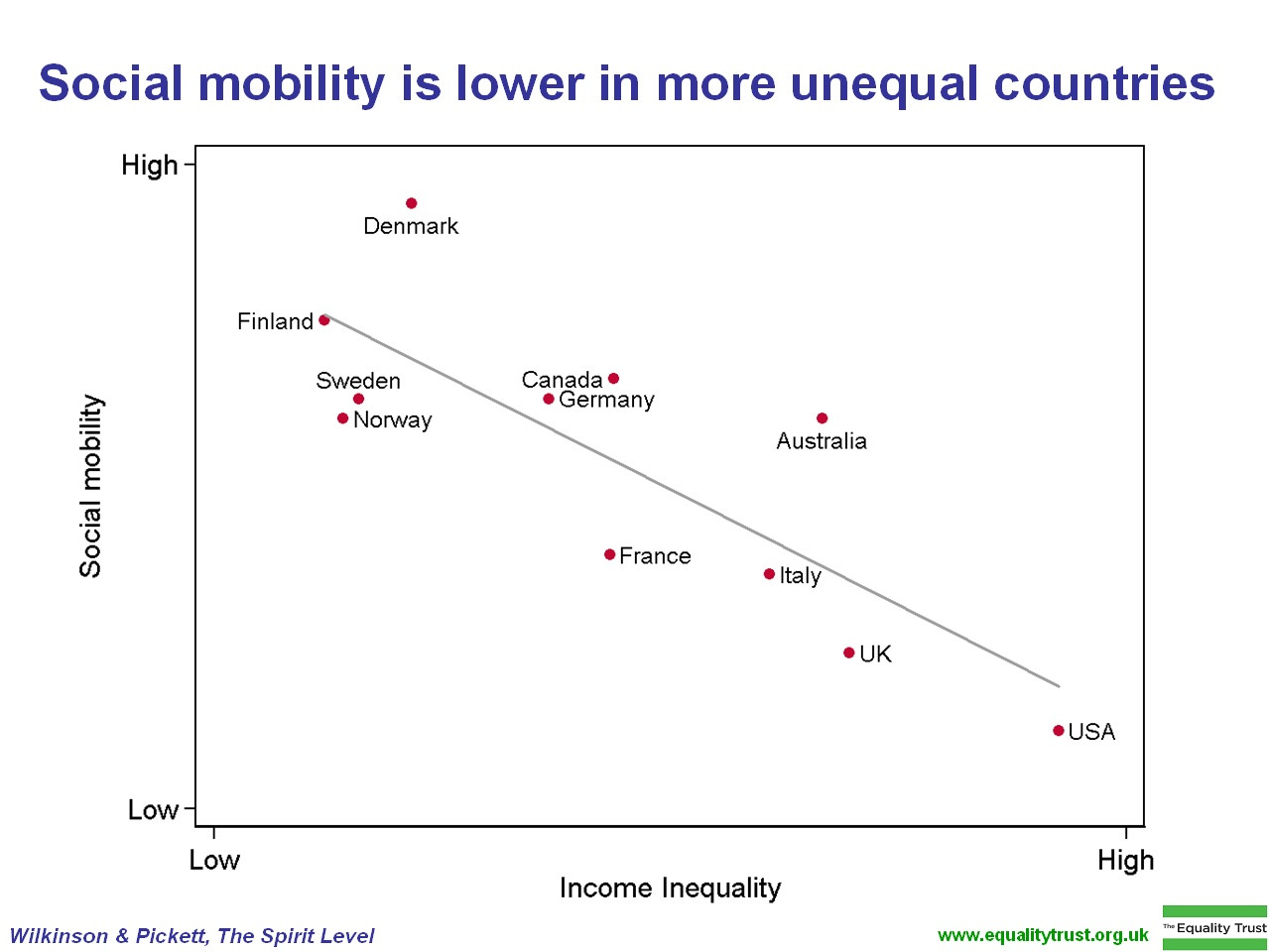
Gráfico mostrando la correlación negativa entre movilidad social e igualdad económica.

La movilidad social es el conjunto de movimientos o desplazamientos que efectúan los individuos, las familias o los grupos sociales dentro de un determinado sistema socioeconómico. La sociología estudia dicho fenómeno en el marco de las teorías de las clases sociales, la estratificación social, la meritocracia y el estatus social.
El origen etimológico de la palabra movilidad es latín y proviene de la palabra movilitas (móvil) y el sufijo -tad, este último usado para definir una cualidad abstracta. La palabra social proviene del latín «sociales» y hace relación a la pertenencia a una comunidad fenomenal.

## Tipos de movilidades
Existen formas de movilidad social: la horizontal y la vertical. En su otro significado, quiere decir en qué medida el logro socioeconómico se hereda.
- La movilidad horizontal es el paso de los individuos o de los grupos de un convenio profesional, de una rama industrial a otra, de un círculo ideológico a otro, sin que esto implique la alteración del estatus social (por ejemplo, un obrero de la construcción que pasa a ser obrero industrial, o un ejecutivo de una empresa de automóviles que pasa a ocupar un puesto de ejecutivo en un banco)
- La movilidad intergeneracional. Esta movilidad hace referencia a la movilidad social que se produce entre una generación y la siguiente. Se experimenta cuando los individuos pertenecientes a una familia cambian de profesión con respecto a sus ascendientes (el hijo de un campesino que emigra a la ciudad para ser obrero de baja cualificación), siempre y cuando este cambio no implique un cambio en el estatus socioeconómico de la familia en general.
- La movilidad intrageneracional. Movilidad social que sufren los miembros de una misma generación a lo largo de su vida y que les afecta en su trayectoria laboral
- La movilidad vertical Se refiere al cambio de una clase a otra, y puede ser descendente o ascendente. Un obrero de baja cualificación que promociona a un puesto superior de obrero cualificado o de capataz; o el hijo de un campesino que accede a estudios universitarios y se convierte en médico o abogado, ascienden (ascenso social), en cambio un accionista afectado por un crash bursátil, un rentista afectado por la inflación o un trabajador cualificado que pierde su puesto de trabajo y se ve obligado a un subempleo, tienen un movimiento descendente, desciende de una clase superior a una inferior (descenso social).
- La movilidad estructural o forzada. Se define por la cantidad de movimientos que viene determinada por el cambio de la estructura ocupacional en su conjunto.
- La movilidad neta o circulatoria. Indica la cantidad de movimientos motivados por la circulación de los individuos entre las distintas posiciones en una misma estructura social.
- La movilidad absoluta. Define la movilidad social que viene determinada por los cambios en la estructura de clases. Es la movilidad social total que describe una tabla de movilidad.
- La movilidad relativa. Determina las probabilidades a modo comparativo de formar parte de las distintas clases que tienen los individuos de distintos orígenes sociales. Este tipo de movilidad se mide con las odds ratios y es una medida de fluidez social. Si aplicamos el estudio de la Movilidad relativa a través del tiempo en la sociedad española, encontramos que dicha movilidad se puede desglosar en cuatro periodos cronológicos: Estable1 (1907-31), Cambio1 (1932-46), Estable2 (1947-61), Cambio2(1962-66). Estos periodos corresponderían a las etapas vividas durante los periodos preindustrial, industrial y postindustrial.
- La movilidad de ocupación territorial. Determinados oficios implican desplazamientos de distancias considerables, para poder continuar la actividad laboral para empresas que trabajan a nivel nacional o internacional, y por ello los individuos se ven obligados a realizar una movilidad territorial.

El nivel de educación es un factor esencial para lograr la movilidad social. Cuando se inicia desde una posición desfavorable, la educación es generalmente la manera más segura de lograr ascender social y económicamente. Los grupos que se encuentran en una posición favorable y a los cuales no les conviene movilizarse hacia abajo, utilizan la educación para perpetuarse, por lo cual es muy difícil para los grupos menos favorecidos poder acceder a esta educación e intentar llegar a un nivel superior en la escala social. 
Según otros estudiosos, como Roberto Gargarella, otra herramienta esencial de la movilidad social es el Derecho. Este, a través de la formulación de normas jurídicas que lleven a la formulación de políticas públicas, puede ser una herramienta que incremente o disminuya la movilidad social. Al promover reformas institucionales que influyan en el desarrollo de grupos históricamente relegados, se puede incrementar la movilidad social de estos y romper con el peso del pasado sobre ellos. Ejemplos de esto son la inclusión de curules especiales en los parlamentos para representantes de grupos desfavorecidos, o la acción afirmativa en lugares de trabajo o de estudio. Viéndolo desde un punto de vista negativo, el Derecho también puede hacer todo lo contrario, que es promover desde las normas el mantenimiento del statu quo socioeconómico, o generar una movilidad social que no corresponda a los méritos, al darle preferencia a grupos minoritarios solo por el hecho de serlo, sin importar sus méritos para poder pedirlo.

### Causas que incentivan la movilidad
Los motivos por los que se produce movilidad social pueden ser varios, los principales son los siguientes:
- Causas estructurales. El avance tecnológico implica una adaptación y cambio ocupacional.

- Causas meritocráticas. El nivel educacional está directamente relacionado con la posibilidad del individuo de adquirir un status social elevado dentro de la escala social.

- Causas familiares. En las zonas donde existan mayor cantidad de familias monoparentales las posibilidades de movilidad social son más complicadas, en contraposición las familias con ambos progenitores la movilidad social tanto ocupacional como territorial será más fácil.

- Causas de incentivo o motivación. Otro concepto a tener en cuenta sería el que relaciona proporcionalmente a la competencia por la movilidad y el grado de desigualdad social, a más competencia más desigualdad, pero varía dependiendo de si la movilidad viene motivada por la obtención de recursos o de incentivos: a más desigualdad social mayor recompensa y proporcionalmente mayor motivación por la movilidad (ascenso social); sin embargo si lo que está en juego son los recursos y éstos están en manos de unos pocos e inaccesibles para el resto, la motivación por la movilidad es escasa.

## Estudios sobre movilidad social
En las sociedades donde el desarrollo industrial ha sido más significativo se ha facilitado la movilidad social, dado que aumentan las oportunidades que propician el cambio. En contraposición, nos encontramos que, a más desigualdad entre grupos de individuos (entre clases sociales) a nivel socioeconómico dentro de una misma ciudad o área, las posibilidades de movilidad social disminuyen. El Grado de fluidez, es el concepto utilizado para medir la facilidad o no de las personas para pasar de una clase social a otra. Un indicador importante para conocer las desigualdades de ingresos entre ciudadanos de un mismo país es el denominado Coeficiente de Gini.
La movilidad social implica, un movimiento significativo en la posición económica, social y política de un individuo o de un estrato. Pero generalmente lo que se estudia es la movilidad individual, pues el cambio en la posición de los estratos tiene que ver más con la evolución o el desarrollo social, que no debe confundirse con la movilidad social. Los estudios sobre la movilidad se basan en el hecho de que los sistemas de estratificación del mundo moderno no son rígidos y permiten el paso de un individuo de un estatus o de una clase a otro. El instrumento básico en el análisis de la movilidad son las «matrices de movilidad», donde la matriz corresponde a una tabla formada por dos variables: la clase origen (O) y la clase destino (D).
La movilidad social es un elemento central de la composición de las sociedades capitalistas y sus elementos de análisis preponderantes son la estructura y la acción. La crisis de los paradigmas industriales unió las tendencias sociológicas weberianas y marxistas en análisis cruzados sobre movilidad social y estratificación. A medida que las sociedades se vuelven más complejas, aumenta la división social del trabajo lo que favorece el escenario para una mayor desigualdad social en una disfunción entre el discurso de posibilidades y su efectiva realización (Goldthorpe/ Erikson). Los análisis sociológicos empíricos sobre la materia indican además que en el tercer mundo, o los países en desarrollo, se da un principio anticapitalista en el cual las elites/clases altas se cierran progresivamente creando un conflicto teórico en el cual, a nivel de estudio de estratificación, se vuelve a una condición social premoderna (castas de privilegio, redes de adquisición de estatus, etc). En estos países, los dos puntos centrales de movilidad social (educación y trabajo) se ven afectados por un doble proceso de privatización de lo público y desmantelamiento de la capacidad estructural de generación de empleos. 
En Estados Unidos y parte de Asia, los patrones de movilidad social intergeneracional son más cortas en promedio, sin embargo, es de mayor alcance en cuanto los logros de la movilidad ascendente. En Europa, debido al peso del Estado, existe una mayor complejidad en el análisis, pero se sigue la tendencia de aumentar el grado de competencia entre clases sociales, un tema relativo a la estratificación social.
Recientemente se ha demostrado que existe una correlación negativa clara entre movilidad social y desigualdad económica. Gran parte de esos resultados han sido compilados en metaestudios como, Desigualdad: Un análisis de la (in)felicidad colectiva de Wilkinson y Pickett. 

### Movilidad y clases sociales
La movilidad social es un efecto de la estructura de clases y de las relaciones de producción en la que esta tiene su origen. Como señala muy bien Bertaux

el solo hecho de situar el estudio de la estructura social bajo las perspectivas de la nociones de ‘estratificación’ y de ‘movilidad’, en vez de abordarlo a partir de los conceptos de ‘relación de clases’ y de su ‘reproducción’…, es el signo de una orientación general que se para en las apariencias

Por eso, si se quiere comprender la movilidad social, hay que ponerlas en relación con las clases sociales y su proceso de ‘reproducción’. En esta perspectiva, la movilidad aparece como lo que realmente es: el proceso de distribución de los individuos de una sociedad en la estructura de clases de esa sociedad.

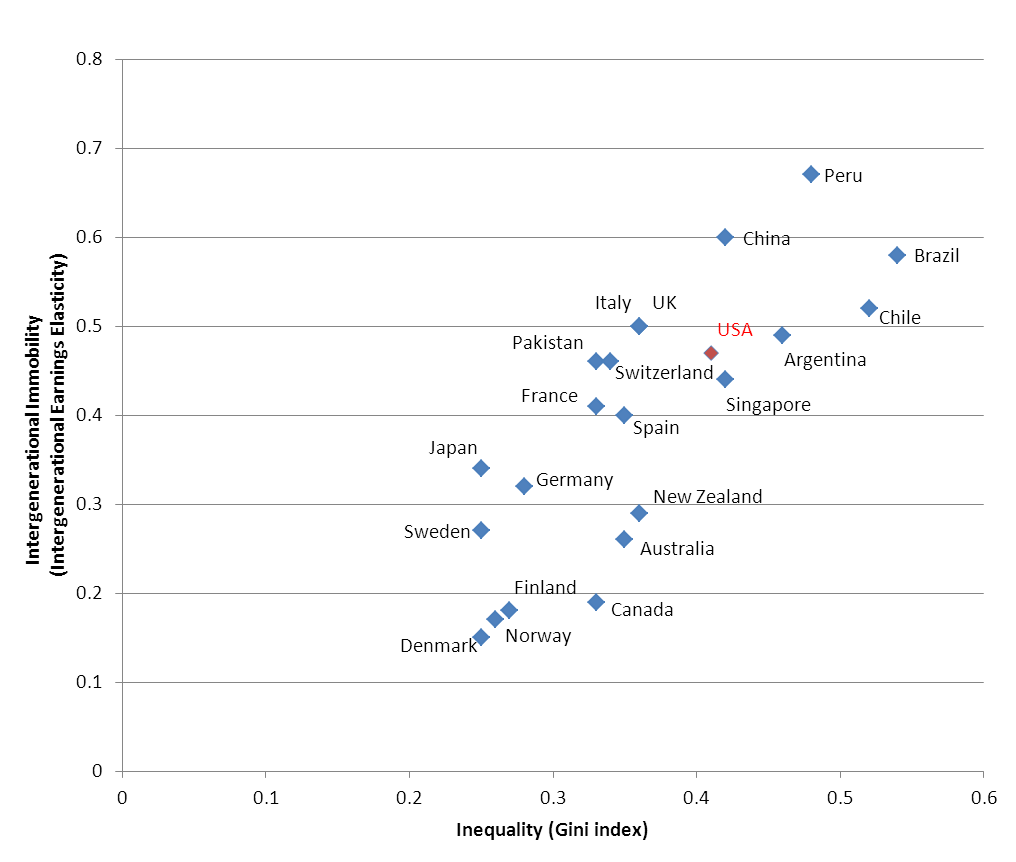
La curva del gran Gatsby. Los países con más igualdad de riqueza también tienen más movilidad social. Esto indica que la igualdad de riqueza y la igualdad de oportunidades van de la mano.

## Patrones de movilidad.
Si bien generalmente se acepta que algún nivel de movilidad en la sociedad es deseable, no existe un acuerdo de consenso sobre «cuánta» movilidad social es «buena» o «mala» para una sociedad. No existe un «punto de referencia» internacional de la movilidad social, aunque se pueden comparar los grados de movilidad entre regiones o países o dentro de un área determinada a lo largo del tiempo. Si bien los estudios interculturales que comparan diferentes tipos de economías son posibles, la comparación de economías de tipo similar generalmente produce datos más comparables. Estas comparaciones suelen analizar la movilidad intergeneracional y examinar hasta qué punto los niños nacidos en diferentes familias tienen diferentes oportunidades y resultados en la vida.

### Estudios de diferentes países

Comparación de la movilidad social en países seleccionados

En un estudio cuyos resultados se publicaron por primera vez en 2009, Wilkinson y Pickett realizan un análisis exhaustivo de la movilidad social en los países desarrollados. Además de otras correlaciones con resultados sociales negativos para las sociedades con alta desigualdad, encontraron una relación entre la alta desigualdad social y la baja movilidad social. De los ocho países estudiados: Canadá, Dinamarca, Finlandia, Suecia, Noruega, Alemania, el Reino Unido y los EE. UU., los EE. UU. tenían la mayor desigualdad económica y la movilidad económica más baja. En este y otros estudios, de hecho, los EE. UU. tienen una movilidad muy baja en los peldaños más bajos de la escala socioeconómica, y la movilidad aumenta ligeramente a medida que uno sube la escala. En el peldaño superior de la escala, sin embargo, la movilidad vuelve a disminuir.
Un estudio que comparó la movilidad social entre países desarrollados encontró que los cuatro países con la «elasticidad de ingresos intergeneracional» más baja, es decir, la movilidad social más alta, eran Dinamarca, Noruega, Finlandia y Canadá con menos de 20 % de las ventajas de tener un padre de altos ingresos que se pasa a sus hijos.
Los estudios también han encontrado «una clara relación negativa» entre la desigualdad de ingresos y la movilidad intergeneracional. Los países con bajos niveles de desigualdad, como Dinamarca, Noruega y Finlandia tenían una de las mayores movilidades, mientras que los dos países con un alto nivel de desigualdad, Chile y Brasil, tenían una de las más bajas.
En el caso de México, la Fundación Espinosa Rugarcía y el Centro de Estudios Espinosa Yglesias han medido la movilidad social en ese país. Así mismo, han presentado propuestas para promoverla, siendo pioneras en la materia. La movilidad social en el país aún es baja para los segmentos más pobres y más ricos, acentuándose en la zona sur. No obstante, en el norte se presenta una mayor fluidez. Un mexicano que nace en un hogar pobre en el norte del país tienen alrededor de 3.5 veces más probabilidades de salir de la pobreza que uno que nace en la misma situación en el sur.

### Tendencia negativa
En Gran Bretaña, se generó mucho debate sobre la movilidad social mediante las comparaciones del Estudio Nacional de Desarrollo Infantil (NCDS, por sus siglas en inglés) de 1958 y el Estudio de cohorte de nacimiento de 1970, BCS70, que comparan la movilidad intergeneracional en los ingresos entre las cohortes del Reino Unido de 1958 y 1970, y afirma que la movilidad intergeneracional disminuyó sustancialmente en este período de 12 años. Estos hallazgos han sido controvertidos, en parte debido a los hallazgos contradictorios sobre la movilidad de la clase social que utilizan los mismos conjuntos de datos, y en parte debido a preguntas sobre la muestra analítica y el tratamiento de los datos faltantes. El primer ministro del Reino Unido, Gordon Brown, ha dicho que las tendencias en movilidad social «no son como nos hubieran gustado».
Junto con el estudio «¿Los niños pobres se convierten en adultos pobres?», The Economist también declaró que «la evidencia de los científicos sociales sugiere que la sociedad estadounidense es mucho más «pegajosa» de lo que la mayoría de los estadounidenses suponen. Algunos investigadores afirman que la movilidad social en realidad está disminuyendo». Un estudio alemán corrobora estos resultados. A pesar de esta baja movilidad, los estadounidenses tienen la más alta creencia en la meritocracia entre los países de ingresos medios y altos. Un estudio sobre la movilidad social entre las clases corporativas francesas encontró que la clase continúa influyendo sobre quiénes llegan a la cima en Francia, y los miembros de las clases medias-altas tienden a dominar, a pesar de un énfasis prolongado en la meritocracia.
Thomas Piketty (2014) encuentra que, en la actualidad, las relaciones riqueza-ingreso parecen estar volviendo a niveles muy altos en los países con bajo crecimiento económico, similar a lo que él llama las sociedades «patrimoniales clásicas» basadas en la riqueza del siglo XIX en las que vive una minoría de su riqueza, mientras que el resto de la población trabaja para la subsistencia.

### Influencia del logro educativo
La movilidad social también puede ser influenciada por diferencias que existen en la educación. La contribución de la educación a la movilidad social a menudo se descuida en la investigación sobre movilidad social, aunque realmente tiene el potencial de transformar la relación entre los orígenes y los destinos. Reconocer las disparidades entre el origen y sus oportunidades educativas pone de relieve cómo los patrones de movilidad educativa influyen en la capacidad de las personas para experimentar la movilidad social. Existe cierto debate sobre la importancia del logro educativo para la movilidad social. Una literatura sustancial sostiene que hay un efecto directo de los orígenes sociales (DESO) que no puede explicarse por el logro educativo. Sin embargo, otra evidencia sugiere que, utilizando una medida suficientemente detallada del logro educativo, teniendo en cuenta factores como el estatus universitario y el campo de estudio, la educación completa el vínculo entre los orígenes sociales y el acceso a empleos de primera clase.
Los patrones de movilidad educativa que existen entre las escuelas del interior de la ciudad y las escuelas de los suburbios son transparentes. Las tasas de graduación proporcionan un rico contexto a estos patrones. En el año escolar 2013-2014, las Escuelas Públicas de Detroit observaron una tasa de graduación del 71%, mientras que la Escuela Secundaria Grosse Pointe (suburbio de Detroit) observó una tasa de graduación promedio del 94%. Un fenómeno similar se observó en Los Ángeles, California, así como en Nueva York. Los Angeles Senior High School (centro de la ciudad) observaron una tasa de graduación del 58% y la San Marino High School (suburbio) observaron una tasa de graduación del 96%. El número dos del Distrito Geográfico de Nueva York (centro de la ciudad) observó una tasa de graduación del 69% y el Distrito Escolar de Westchester (suburbio) observó una tasa de graduación del 85%. Estos patrones se observaron en todo el país al evaluar las diferencias entre las tasas de graduación de la ciudad interior y las tasas de graduación suburbana.
La falta de educación con frecuencia conduce a la falta de éxito en el futuro para muchas personas. No poseen los títulos requeridos para solicitar incluso una gran cantidad de trabajos. Por lo tanto, estas personas pueden quedar atrapadas en comunidades que están en una situación de reposo. En última instancia, las clases sociales permanecen estancadas porque nada está cambiando dentro de cada construcción social y la educación está a la vanguardia en términos de su contribución a los problemas futuros.

## Estudios sobre la influencia de la inteligencia y la educación
El logro del estatus social y, por lo tanto, la movilidad social en la edad adulta son de interés para los psicólogos, sociólogos, científicos políticos, economistas, epidemiólogos y muchos otros. La razón detrás del interés es porque indica acceso a bienes materiales, oportunidades educativas, entornos saludables y crecimiento económico.
Los investigadores realizaron un estudio que abarcó una amplia gama de datos de individuos en su vida (en la infancia y durante la edad adulta media). La mayoría de los niños escoceses nacidos en 1921 participaron en el Scottish Mental Survey 1932, que se llevó a cabo bajo los auspicios del Consejo Escocés de Investigación en Educación (SCRE) y se obtuvieron los datos de inteligencia psicométrica de los alumnos escoceses. El número de niños que pasaron la prueba de capacidad mental (según las pruebas de Moray House) fue de 87.498. Tenían entre 10 y 11 años. Las pruebas cubrían razonamiento general, espacial y numérico.
En la mitad de la vida, un subconjunto de estos sujetos participó en uno de los grandes estudios de salud de adultos que se llevaron a cabo en Escocia en los años sesenta y setenta. El estudio particular en el que participaron fue el estudio colaborativo de 6.022 hombres y 1.006 mujeres, realizado entre 1970 y 1973 en Escocia. Los participantes completaron un cuestionario (la dirección del participante, la ocupación del padre, la primera ocupación regular del participante, la edad de finalización de la educación a tiempo completo, el número de hermanos y si el participante era un conductor de automóvil regular) y asistieron a un examen físico (medición de la altura). La clase social se codificó de acuerdo con la Clasificación del Registrador General para la ocupación del participante en el momento de la selección, su primera ocupación y la ocupación de su padre. Se utilizaron investigadores separados en seis clases sociales.
Se realizó un análisis del modelo de correlación y ecuación estructural. En los modelos de ecuaciones estructurales, el estatus social en la década de 1970 fue la principal variable de resultado. Los principales contribuyentes a la educación (y la primera clase social) fueron la clase social del padre y el coeficiente intelectual a los 11 años, que también se encontró en un estudio escandinavo. Este efecto fue directo y también fue mediado a través de la educación y el primer trabajo del participante.
Los participantes en la mediana edad no necesariamente terminaron en la misma clase social que sus padres. Hubo movilidad social en la muestra: 45% de los hombres tenían movilidad ascendente, 14% tenían movilidad descendente y 41% eran socialmente estables. IQ a los 11 años tenía una relación gradual con la clase social del participante. El mismo efecto fue visto para la ocupación del padre. Los hombres en la clase social I y II de la mediana edad (el más alto, más profesional) también tenían el coeficiente intelectual más alto a la edad de 11 años. La altura a la mediana edad, los años de educación y el coeficiente intelectual de la niñez se relacionaron significativamente de manera positiva con la movilidad social ascendente, mientras que el número de hermanos no tuvo un efecto significativo. Por cada aumento de desviación estándar en la puntuación de CI a la edad de 11 años, las posibilidades de movilidad social ascendente aumentan en un 69% (con una confianza del 95%). Después de controlar el efecto de las variables independientes, solo el coeficiente intelectual a la edad de 11 años estaba significativamente relacionado con el movimiento descendente en la movilidad social. Más años de educación aumentan las posibilidades de que el hijo de un padre supere su clase social, mientras que un bajo coeficiente intelectual hace que el hijo de un padre sea propenso a quedarse atrás de la clase social de su padre.
Un mayor coeficiente intelectual a los 11 años también se relacionó significativamente con una mayor clase social en la mediana edad, mayor probabilidad de conducir un automóvil en la mediana edad, una primera clase social más alta, una mayor clase social del padre, menos hermanos, una mayor edad de educación, ser más alto y vivir en un barrio menos necesitado en la mediana edad. El coeficiente intelectual estaba significativamente más relacionado con la clase social en la mediana edad que con la clase social del primer trabajo.
Finalmente, la altura, la educación y el coeficiente intelectual a los 11 años fueron factores predictivos de movilidad social ascendente y solo el coeficiente intelectual a los 11 años y la altura fueron factores predictivos significativos de movilidad social descendente. El número de hermanos no fue significativo en ninguno de los modelos.
Otra investigación examinó el papel fundamental de la educación en la asociación entre la capacidad y el logro de la clase social a través de tres generaciones (padres, participantes y descendientes) utilizando los datos educativos de la SMS1932 (Lothian Birth Cohort 1921), la capacidad de la niñez y el final de la vida. Se propuso que la clase social de origen actúa como un lastre que restringe el movimiento de clase social por lo demás meritocrático, y que la educación es el medio principal a través del cual se restringe y facilita el movimiento de la clase social, por lo tanto, actúa en un papel fundamental.
Se encontró que la clase social de origen predice el logro educativo tanto en las generaciones de los participantes como en las de los descendientes. La clase social del padre y la clase social del participante tenían la misma importancia en la predicción del logro educativo de la descendencia, con efecto en dos generaciones. El logro educativo medió la asociación de los logros de la clase social a través de las generaciones (clase social del padre y de los participantes, clase social del participante y de la descendencia). No hubo un vínculo directo entre las clases sociales a través de las generaciones, pero en cada generación el logro educativo fue un factor predictivo de la clase social, lo cual es consistente con otros estudios.
Además, la capacidad de la infancia de los participantes predijo moderadamente el logro de la clase educativa y social. El logro educativo del participante estaba fuertemente vinculado con las probabilidades de moverse hacia abajo o hacia arriba en la escala de la clase social. Por cada aumento de la educación superior, las probabilidades de ascender en el espectro de clases sociales fueron 2,58 veces mayores. El logro educativo de la descendencia también estaba fuertemente relacionado con las probabilidades de ascender o descender en la escala de la clase social. Por cada aumento en educación, las probabilidades de ascender fueron 3,54 veces mayores. En conclusión, la educación es muy importante, porque es el mecanismo fundamental que funciona tanto para mantener a los individuos en su clase social de origen como para hacer posible que su movimiento ascendente o descendente en la escala de la clase social.
En la cohorte de 1936 se encontró que con respecto a generaciones enteras (no a individuos) la movilidad social entre la generación del padre y el participante era: el 50,7% de la generación participante se había movido hacia arriba en relación con sus padres, el 22.1% se había movido hacia abajo, y El 27,2% se había mantenido estable en su clase social. Había una falta de movilidad social en la generación de descendientes en su conjunto. Sin embargo, definitivamente hubo un movimiento individual de descendientes en la escala de la clase social: el 31.4% tuvo un mayor nivel de clase social que sus padres participantes (abuelos), el 33.7% se movió hacia abajo y el 33.9% se mantuvo estable. La capacidad mental de la infancia del participante estaba vinculada a la clase social en las tres generaciones. También se ha confirmado un patrón muy importante: el promedio de años de educación aumentó con la clase social y el coeficiente intelectual.
Hubo algunos grandes contribuyentes al logro de la clase social y la movilidad de la clase social en el siglo XX: tanto el logro de la clase social como la movilidad social están influenciados por niveles preexistentes de capacidad mental, que coincidían con otros estudios. Por lo tanto, el rol de la capacidad mental a nivel individual en la búsqueda de logros educativos: los puestos profesionales requieren credenciales educativas específicas. Además, el logro educativo contribuye al logro de la clase social a través de la contribución de la capacidad mental al logro educativo. Aún más, la capacidad mental puede contribuir al logro de la clase social independientemente del logro educativo real, ya que cuando se evita el logro educativo, los individuos con mayor capacidad mental logran hacer uso de la capacidad mental para trabajar en la escala social. Este estudio dejó en claro que la transmisión intergeneracional del logro educativo es una de las formas clave en que se mantenía la clase social dentro de la familia, y también había evidencia de que el logro educativo estaba aumentando con el tiempo. Finalmente, los resultados sugieren que la movilidad social (moviéndose hacia arriba y hacia abajo) ha aumentado en los últimos años en Gran Bretaña. Según un investigador, es importante porque se necesita una movilidad general de alrededor del 22% para mantener la distribución de la inteligencia relativamente constante de una generación a otra dentro de cada categoría ocupacional.
La educación es muy importante para determinar el resultado de nuestro futuro. Es casi imposible lograr la movilidad ascendente sin educación. La educación es vista frecuentemente como un fuerte motor de la movilidad social. La calidad de la educación de cada uno varía según la clase social en la que se encuentre. Cuanto más altos son los ingresos familiares, mejores oportunidades se ofrecen para obtener una buena educación. La desigualdad en la educación dificulta que las familias de bajos ingresos logren la movilidad social. La investigación ha indicado que la desigualdad está relacionada con la deficiencia de la movilidad social. En un período de creciente desigualdad y baja movilidad social, la fijación de la calidad y el acceso a la educación tiene la posibilidad de aumentar la igualdad de oportunidades para todos.
«Una consecuencia significativa de la creciente desigualdad de ingresos es que, según los estándares históricos, los hogares de altos ingresos gastan mucho más en la educación de sus hijos que los hogares de bajos ingresos». Con la falta de ingresos totales, las familias de bajos ingresos no pueden gastar dinero en la educación de sus hijos. Las investigaciones han demostrado que en los últimos años, las familias con altos ingresos han aumentado sus gastos en la educación de sus hijos. Las familias de altos ingresos pagaban 3,500 $ por año y ahora ha aumentado hasta casi 9,000 $, lo que es siete veces más de lo que pagan las familias de bajos ingresos por la educación de sus hijos. El aumento en el dinero gastado en educación ha provocado un aumento en las tasas de graduación universitaria para las familias con ingresos altos. El aumento en las tasas de graduación está causando una brecha aún mayor entre los niños de altos ingresos y los niños de bajos ingresos. Dada la importancia de un título universitario en el mercado laboral actual, las crecientes diferencias en la finalización de la universidad significan mayores diferencias en los resultados en el futuro.
El ingreso familiar es uno de los factores más importantes para determinar la capacidad mental (inteligencia) de los hijos. A medida que los sistemas escolares urbanos empeoran, las familias de altos ingresos se mudan a los suburbios ricos porque ahí es donde se sienten que es mejor la educación. Si se quedan en la ciudad, llevan a sus hijos a escuelas privadas. Las familias de bajos ingresos no tienen más remedio que conformarse con la educación pública de su zona, porque no pueden costearse la mudanza a los suburbios ricos. Cuanto más dinero y tiempo invierten los padres en sus hijos, es más probable su éxito en la escuela. Las investigaciones han demostrado que los niveles de movilidad más altos se perciben en lugares donde hay mejores escuelas.

La pobreza y los factores estructurales que perpetúan la marginalización social hacen que las mujeres resulten doblemente desfavorecidas. Los grupos de autoayuda (GDA) en asuntos económicos son una de las intervenciones de desarrollo utilizadas para abordar este problema. Los GDA son grupos de personas relacionadas entre sí, que se apoyan mutuamente ahorrando e invirtiendo en conjunto. Estos grupos se utilizan para lograr cambios sociales y dar lugar al empoderamiento individual o colectivo de las mujeres. Sin embargo, no está claro si efectivamente consiguen tal empoderamiento, en qué medida lo logran y si se producen consecuencias adversas debido a dicha participación.
Una revisión sistemática de 34 estudios, realizados en Asia, Latinoamérica, el Caribe y África Subsahariana, demuestra el impacto positivo generado por los GDA en el empoderamiento económico y social de las mujeres. Sin embargo, aunque los GDA pueden estimular el empoderamiento político, la evidencia sugiere que cambiar la situación de la mujer en la sociedad no es el objetivo principal de sus miembros. Asimismo, no hay evidencia concluyente que probara que estos grupos fomentan el empoderamiento psicológico. Es importante que los responsables políticos faciliten la participación en los GDA de las mujeres que desean unirse, pero carecen de los medios para hacerlo.